# Demônio (ópera)
Demônio (em russo:  Демон) é uma ópera em três atos e seis cenas, do compositor russo Anton Rubinstein. O trabalho foi composto em 1871, para um libreto de Pavel Viskovatov, baseado no poema de mesmo nome de Mikhail Lermontov, e estreou em 1875. 

## Contexto
O poema de Lermontov foi banido como sacrílego até 1860. Sua popularidade e sua história sinistra fizeram dele um excelente candidato para um libreto de ópera, e o próprio Rubinstein elaborou o cenário do qual Viskovatov produziu o texto final. A ópera estreou no Teatro Mariinski, em São Petersburgo, em 25 de janeiro de 1875, conduzido por Eduard Naprávnik. O desenho do palco foi de Mikhail Bocharov, Matvei Shishkov e Lagorio. A estréia de Moscou foi em 1879, no Teatro Bolshoi, conduzido por Enrico Bevignani.

## Recepção critica
Rubinstein convidou músicos do Grupo dos Cinco, incluindo César Cui, Modest Mussorgski e Nikolai Rimski-Korsakov, bem como o crítico Vladimir Stasov, para uma audiência privada da ópera, em setembro de 1871, mas os convidados não consideraram favoravelmente o trabalho. No entanto, motivos melódicos de Demônio inspiraram motivos comparáveis em  Khovanshchina, de Mussorgski, e Eugene Onegin, de Piotr Tchaikovski.

## Histórico de performances
A ópera teve uma centena apresentações na primeira década após sua estréia. Sua primeira apresentação em Paris foi em maio de 1911, mas os críticos consideraram-na antiquada.
Embora ainda seja frequentemente realizada na Rússia, apresentações da ópera tornaram-se raras no Ocidente. 
Demônio foi realizada em uma versão semi-encenada em Moscou, em 2015, com Dmitri Hvorostovski no papel-título, e Asmik Grigorian como Tamara. A performance foi dirigida por Dmitri Bertman da Ópera Helikon, e transmitida ao vivo pela televisão russa. Uma produção totalmente encenada da ópera, também dirigida por Bertman, foi apresentada no russo original no Gran Teatre del Liceu em Barcelona, em abril-maio de 2018. A produção do Liceu foi originalmente planejada para Hvorostovski, que morreu em 2017. Em seu lugar, o papel do demônio foi encenado pelo baixo-barítono letão Egils Silisņš.
Em 2018, o Bard College criou uma nova produção dirigida por Thaddeus Strassberger. 

## Papéis
| Papel                                                                           | Voz            | São Petersburgo (1875) | Moscou (1879)  |
| ------------------------------------------------------------------------------- | -------------- | ---------------------- | -------------- |
| Príncipe Gudal                                                                  | baixo          | Osip Petrov            | Anton Bartsal  |
| Tamara, sua filha                                                               | soprano        | Wilhelmina Raab        | Ielena Verni   |
| Camareira de Tamara                                                             | contralto      |                        |                |
| Príncipe Sinodal, noivo de Tamara                                               | tenor          | Fiodor Komissarjevski  |                |
| Servo de Sinodal                                                                | baixo          |                        |                |
| Entregador                                                                      | tenor          |                        |                |
| Demônio                                                                         | baixo-barítono | Ivan Melnikov          | Bogomir Korsov |
| Anjo                                                                            | contralto      | Aleksandra Krutikova   |                |
| Refrão: Mal e bons espíritos, georgianos, convidados, tártaros, servos, freiras |                |                        |                |

## Sinopse
Época: não especificada. Local: Geórgia.

### Ato I

#### Cena 1 Prólogo
Durante uma tempestade nas montanhas caucasianas, um coro de espíritos malignos invoca o Demônio para destruir a beleza da criação de Deus. O Demônio canta seu ódio pelo universo e rejeita o apelo de um Anjo para que ele se reconcilie com o céu. 

#### Cena 2
Tamara, aguardando seu casamento com o príncipe Sinodal, está junto a um rio com seus acompanhantes. O Demônio a vê e se apaixona por ela. Ele promete a ela que "todo o mundo se ajoelhará diante dela" se ela corresponder o seu amor. Tamara fica fascinada mas assustada, e retorna ao castelo. 

#### Cena 3
A caravana do príncipe Sinodal está indo para a corte do príncipe Gudal, para seu casamento com Tamara, mas é atrasada por um deslizamento de terra. O Demônio aparece e promete que o Príncipe Sinodal nunca mais verá Tamara. A caravana é atacado por tártaros e o príncipe Sinodal é mortalmente ferido. Antes de morrer, ele diz ao seu servo para levar o seu corpo para Tamara. 

### Ato II

#### Cena 4
As festividades do casamento já começaram. Um mensageiro anuncia que a caravana do príncipe Sinodal foi adiada. Tamara sente a presença do Demônio e está com medo. Quando o corpo do príncipe Sinodal é trazido para o castelo, Tamara é dominada pela dor, mas para seu horror, continua ouvindo a voz sobrenatural do Demônio e suas promessas. Ela implora ao pai para deixá-la entrar em um convento. 

### Ato III

#### Cena 5
O Demônio pretende entrar no convento onde Tamara está vivendo, acreditando que o seu amor por ela abriu seu espírito para o bem. Um anjo tenta em vão impedi-lo. 

#### Cena 6
Tamara reza em sua cela do convento, mas é constantemente incomodada por pensamentos do Demônio, que aparece em seus sonhos. O demônio agora aparece na realidade, declara seu amor por ela e implora a ela para amá-lo em troca. Tamara tenta resistir à sua atração por ele, mas falha. O Demônio a beija em triunfo. O Anjo aparece de repente e mostra-lhe o fantasma do Príncipe Sinodal. Em horror, Tamara luta para escapar dos braços do Demônio, e cai morta. 

#### Epílogo e Apoteose
O Anjo proclama que Tamara foi redimida por seu sofrimento, enquanto o Demônio está condenado à solidão eterna. O demônio amaldiçoa o seu destino. Na apoteose final, a alma de Tamara é levada ao céu acompanhada de anjos. 